# 林幹
林 幹（はやし かん、1894年（明治27年）4月3日 - 1965年4月23日）は、日本の俳優、宗教家である。宗教法人天崇教初代教主。本名海上 晴帆（うながみ せいはん）。

## 人物・来歴
1894年（明治27年）4月3日、東京府東京市浅草区（現在の東京都台東区浅草）に生まれる。
京華商業学校（現在の京華中学高等学校）を経て、旧制早稲田実業学校（現在の早稲田大学系属早稲田実業学校高等部）を中退し、独学で坪内逍遥について文学を学ぶ。その後、実際に早稲田大学の坪内逍遥の助手として働いていたが、坪内士行、島村抱月、澤田正二郎ら演劇人と親交を結び、やがて新劇の世界に入る。1914年（大正3年）、土肥春曙、東儀鉄笛らによって組織された新劇団無名会に加わり、「林 幹」を名乗って初舞台を踏む。1917年（大正6年）5月没落後は、芸術座に加入して宮島啓夫らと共演した後、加藤精一、横川唯治、森英治郎ら率いる舞台協会に加入する。1919年（大正8年）8月、独立して飯塚友一郎、村田実、音羽かね子らと創作劇場を組織し、倉田百三が演出した有楽座公演『出家とその弟子』に親鸞上人役で出演したが、翌1920年（大正9年）6月に解散。再び舞台協会に戻ったが、その傍らで坪内逍遥、東儀鉄笛らによって提携された新文芸協会にも加わり、南座などに出演している。同年10月、日活向島撮影所第三部の革新運動に新井淳、中山歌子、酒井米子らと共に参加、特に同年12月31日に公開された田中栄三監督映画『朝日さす前』では主演を務めた。
1922年（大正11年）8月、第三部消滅後は再び舞台に戻り、同時期に松竹キネマ研究所を退所した村田実と新興劇団丹青座（のち国民劇と改称）を組織、牛込会館、国民講堂などに出演したが、不評のうち関東大震災直後の1924年（大正13年）6月に解散。その後、再び舞台協会、同志座を経て、同年11月に森英治郎、初代村田正雄、川村花菱らと人間座を組織、牛込会館などに出演。1925年（大正14年）、同志座に戻り、兵庫県西宮市にあった東亜キネマ甲陽撮影所に森英治郎、宮島啓夫、夏川静江、出雲美樹子らと共に入社、同年9月29日に公開された賀古残夢監督映画『潮』など、数本の作品に脇役出演した。1926年（大正15年）9月、自ら創生劇（創生劇ペーゼント）を組織し、日比谷野外音楽堂、三越劇場などに出演するが、間も無く解散。1928年（昭和3年）6月には、加藤精一、佐々木積と共に帝国劇場専属俳優となる。以後、明治座、日本劇場など地方各座に出演したほか、戦後にかけて築地小劇場、俳優座の舞台にも特別出演した。
この間、フリーランサーとして主に東京発声映画製作所の作品にも脇役出演しており、第二次世界大戦終結後は1950年（昭和25年）に設立された日本総合芸術社と契約を結び、1952年（昭和27年）10月9日に公開された黒澤明監督映画『生きる』をはじめ、東宝、新東宝、日活、松竹の各作品に出演。後年は1959年（昭和34年）1月15日に公開された映画『暗黒街の顔役』など、初期の岡本喜八監督作品の常連として活躍、体格がよく貫禄のある役を得意とした。
また、本名の「海上 晴帆」名義で戦前から宗教家としても活動しており、はじめ仏教に関心を持ち、宗教家田中智學らに教えを受ける。1936年（昭和11年）、天夷鳥命からのお告げを受け、神道の再興を志し、日本大学皇道学院、皇典講究所で神道を研究する傍ら、神理教の清水英範について教えを受ける。1941年（昭和16年）4月、神理教宣教師となり、東京府東京市四谷区四谷伝馬町（現在の東京都新宿区四谷あたり）に宗教結社光徳教会を設立したが、1945年（昭和20年）に戦災で本部が焼失。翌1946年（昭和21年）、神理教の内部分裂に伴い扶桑教に転属するも馴染めず、間も無く脱退。1948年（昭和23年）10月、妻であり、明治・大正期に活躍した日本画家山口瑞雨（米庵）の次女にあたる元新劇女優の海上美乃（旧芸名山口真瑳子、1896年 - 没年不詳）と共に宗教法人天崇教を立ち上げ、同教の管長（のち教主）となる。1953年（昭和28年）10月には、文部大臣の認証を受け、東京都新宿区西大久保（現在の同区大久保あたり）に本部を設置。その後、1961年（昭和36年）9月に埼玉県大宮市大字内野本郷（現在のさいたま市西区）へ本部を移設し、活動を続けた。
1965年（昭和40年）4月23日、埼玉県大宮市（現在のさいたま市）の自宅で病没した。満71歳没。

## フィルモグラフィ

### 日活向島撮影所
全て製作は「日活向島撮影所」、配給は「日活」、全てサイレント映画である。
- 『朝日さす前』：監督田中栄三、1920年12月31日公開 - 株式仲買店主岡田徳太郎、同番頭志村浅吉（二役）[21]
- 『白百合のかほり』（『白ゆりのかほり』）：監督田中栄三、1921年1月14日公開 - その息子・篤也
- 『流れ行く女』（『流れゆく女』）：監督田中栄三、1921年3月4日公開
- 『浮き沈み』：監督田中栄三、1921年8月29日公開
- 『闇のかほり』（『闇の香り』）：監督不明、1922年6月11日公開
- 『響』：監督不明、1922年10月5日公開 - 穂積克澄

### 東亜キネマ甲陽撮影所
全て製作は「東亜キネマ甲陽撮影所」、配給は「東亜キネマ」、全てサイレント映画である。
- 『潮』：監督賀古残夢、1925年9月29日公開 - 野々山岩五郎
- 『運命の十字路』：監督阪田重則、1925年10月6日公開 - 剛田猪吉
- 『お艶殺し』：監督阪田重則、1925年10月15日公開 - 砂村の徳兵衛
- 『怒濤の叫び』：監督阪田重則、1925年11月14日公開 - 網主・龍吉

### フリーランス（戦前）
特筆以外、全て製作は「東京発声映画製作所」、配給は「東宝映画」、以降全てトーキーである。
- 『小島の春』：監督重宗和伸、1940年7月31日公開 - 堀口
- 『大日向村』：監督豊田四郎、1940年10月30日公開 - 水原藤太
- 『わが愛の記』：監督豊田四郎、1941年11月7日公開 - 山田の伯父
- 『将軍と参謀と兵』：監督田口哲、製作日活多摩川撮影所、配給日活、1942年3月7日公開 - 参謀長大佐

### フリーランス（戦後）
特筆以外、全て製作・配給は「東宝」である。
- 『東京の門』：監督杉江敏男、1950年11月3日公開
- 『愛と憎しみの彼方へ』：監督谷口千吉、製作映画芸術協会、1951年1月11日公開
- 『風にそよぐ葦 前篇』：監督春原政久、製作東横映画、1951年1月19日公開 - 堀内中将
- 『風にそよぐ葦 愛の最終篇』：監督春原政久、製作東横映画、1951年3月10日公開 - 堀内元中将
- 『「高田馬場」より 中山安兵衛』：監督佐伯清、製作・配給新東宝、共作綜芸プロダクション、1951年3月31日公開
- 『その人の名は言えない』：監督杉江敏男、1951年5月11日公開
- 『終戦秘話 黎明八月十五日』：監督関川秀雄、製作東映東京撮影所、配給東映、1952年5月1日公開 - 陸軍大臣
- 『霧の夜の兇弾』：監督杉江敏男、製作東映東京撮影所、配給東映、1952年6月12日公開
- 『思春期』：監督丸山誠治、1952年8月28日公開 - 校長
- 『生きる』：監督黒澤明、1952年10月9日公開 - 土木課長
- 『次郎長三国志 第二部 次郎長初旅』：監督マキノ雅弘、1953年1月9日公開 - 赤鬼の金平
- 『人生劇場 第二部 残侠風雲篇』：監督佐分利信、製作東映東京撮影所、配給東映、1953年2月19日公開 - 白根良吉
- 『安五郎出世』：監督滝沢英輔、1953年4月22日公開 - 村長
- 『鉄二郎の片腕』：監督青柳信雄、製作・配給新東宝、共作協和プロダクション、1953年5月13日公開 - 房州
- 『続 思春期』：監督本多猪四郎、1953年7月1日公開 - 矢田
- 『蟹工船』：監督山村聡、製作現代ぷろだくしょん、配給北星、1953年9月10日公開 - 重役・右橋
- 『廣場の孤獨』：監督佐分利信、製作・配給新東宝、共作俳優座、1953年9月15日公開 - 汪栄文
- 『早稲田大学』：監督佐伯清、製作東映東京撮影所、配給東映、1953年10月27日公開 - 白根良吉
- 『北海の虎』：監督田中重雄、1953年11月17日公開 - 顔役
- 『叛乱』：監督佐分利信、製作・配給新東宝、1954年1月3日公開 - 阿部大将
- 『今宵誓いぬ』：監督田中重雄、製作・配給新東宝、1954年1月21日公開
- 『花と龍 第二部 愛憎流転』：監督佐伯清、製作東映東京撮影所、配給東映、1954年3月24日公開
- 『七人の侍』：監督黒澤明、1954年4月26日公開 - 弱い浪人
- 『沓掛時次郎』：監督佐伯清、製作・配給日活、1954年7月27日公開 - 水車小屋の親父
- 『日本敗れず』：監督阿部豊、製作・配給新東宝、1954年10日5日公開 - 永松陸軍次官
- 『ゴジラ』：監督本多猪四郎、1954年11月3日公開 - 国会委員長[21][1]
- 『浮雲』：監督成瀬巳喜男、1955年1月15日公開 - 大日向教教主
- 『天下泰平』：監督杉江敏男、1955年1月29日公開 - 鬼山
- 『続 姿三四郎』（『姿三四郎 第二部』）：監督田中重雄、製作東映東京撮影所、配給東映、1955年2月1日公開 - 大垣哲介

### 日活
特筆以外、全て製作・配給は「日活」である。
- 『警察日記』：監督久松静児、1955年2月3日公開
- 『台風の眼』：監督シュウ・タグチ、製作シュウ・タグチプロダクション、配給東宝、1955年8月21日公開
- 『青春の仲間』：監督堀池清、1955年8月2日公開 - お春の父・庄平
- 『続 警察日記』：監督久松静児、1955年11月16日公開 - 議長
- 『青ヶ島の子供たち 女教師の記録』：監督中川信夫、製作・配給新東宝、1955年11月29日公開
- 『驟雨』：監督成瀬巳喜男、製作・配給東宝、1956年1月14日公開 - 鬼越
- 『赤ちゃん特急』：監督西河克己、1956年1月29日公開 - 警官C
- 『駈出し社員とチャッチャ娘』：監督毛利正樹、製作・配給新東宝、1956年3月20日公開
- 『名寄岩 涙の敢斗賞』：監督小杉勇、1956年6月7日公開 - 立浪親方
- 『しあわせはどこに』：監督西河克己、1956年7月19日公開 - 北関東刑務所所長
- 『ニコヨン物語』：監督井上梅次、1956年9月12日公開 - 将軍
- 『最後の戦斗機』（『泣け!日本国民 最後の戦斗機』『最後の戦闘機』）：監督野口博志、1956年10月17日公開 - 渡辺中将
- 『壁あつき部屋』：監督小林正樹、製作新鋭プロダクション、配給松竹、1956年10月31日公開 - A級戦犯

### 東宝
特筆以外、全て製作・配給は「東宝」である。
- 『あらくれ』：監督成瀬巳喜男、1957年5月28日公開 - 植源の隠居
- 『わが胸に虹は消えず 第一部・第二部』：監督本多猪四郎、1957年7月9日公開 - 矢口
- 『杏っ子』：監督成瀬巳喜男、1958年5月13日公開 - 佐藤博士
- 『美女と液体人間』：監督本多猪四郎、1958年6月24日公開 - 警視庁幹部A[21]
- 『旅姿鼠小僧』：監督稲垣浩、1958年7月22日公開 - 医者・禺庵
- 『奴が殺人者だ』：監督丸林久信、1958年7月29日公開 - 結城甚蔵
- 『女探偵物語 女性SOS』：監督丸林久信、1958年10月7日公開 - 西条有正
- 『裸の大将』：監督堀川弘通、1958年10月28日公開 - 加藤清正
- 『暗黒街の顔役』：監督岡本喜八、1959年1月15日公開 - 板金工業社長
- 『手錠をかけろ』：監督日高繁明、1959年2月17日公開 - 浅草署署長
- 『雷電』：監督中川信夫、製作・配給新東宝、1959年11月23日公開 - 浦風
- 『続 雷電』：監督中川信夫、製作・配給新東宝、1959年11月28日公開 - 浦風
- 『暗黒街の対決』：監督岡本喜八、1960年1月3日公開 - 市会議員・沼田
- 『珍品堂主人』：監督豊田四郎、1960年3月13日公開 - 佐々
- 『ハワイ・ミッドウェイ大海空戦 太平洋の嵐』：監督松林宗恵、1960年4月26日公開 - 村長[21]
- 『娘・妻・母』：監督成瀬巳喜男、1960年5月28日公開 - 養老院の老人
- 『青い野獣』：監督堀川弘通、1960年6月26日公開 - 重役・津田
- 『独立愚連隊西へ』：監督岡本喜八、1960年10月30日公開 - 八路軍高級将校
- 『暗黒街の弾痕』：監督岡本喜八、1961年1月3日公開 - 靴の男
- 『顔役暁に死す』：監督岡本喜八、1961年4月16日公開 - 佐伯大三
- 『地獄の饗宴』：監督岡本喜八、製作東京映画、1961年9月29日公開 - 東光住宅副社長・工藤
- 『どぶ鼠作戦』：監督岡本喜八、1962年6月1日公開 - 高級将校
- 『月給泥棒』：監督岡本喜八、1962年12月8日公開 - オリバーカメラ重役
- 『江分利満氏の優雅な生活』：監督岡本喜八、1963年11月16日公開 - 陸軍大佐
- 『女の歴史』：監督成瀬巳喜男、1963年11月16日公開 - 寺の住職
- 『ああ爆弾』：監督岡本喜八、1964年4月18日公開 - 肥った市会議員